# Houtpantserjuffer
De houtpantserjuffer (Chalcolestes viridis) is een juffer uit de familie van de pantserjuffers. De soort komt algemeen voor in België en Nederland aan stilstaand en langzaam stromend water. De Nederlandstalige naam verwijst naar de eiafzet in de bast van overhangende bomen. Andere pantserjuffers leggen de eieren meestal in biezen of zegges. De wetenschappelijke naam van de soort werd in 1825 als Agrion viridis gepubliceerd door Pièrre Léonard Vander Linden.

## Beschrijving
Imago
De houtpantserjuffer is een in verhouding grote pantserjuffer. De imago is tot 4,7 cm lang. Het achterlijf is langer en breder dan bij de andere pantserjuffers. Het lichaam is metaalgroen. Het pterostigma is zo lang als twee onderliggende cellen en wit tot lichtbruin. De mannetjes hebben in tegenstelling tot andere pantserjuffers nooit een blauwe verkleuring, of berijping, op de achterlijfssegmenten. De bovenste achterlijfaanhangsels van de mannetjes zijn lang en tangvormig, de onderste kort. De aanhangsels zijn bleek van kleur. De vrouwtjes hebben een relatief kleine legboor, die niet voorbij het laatste achterlijfssegment uitsteekt en die een duidelijk gezaagde onderzijde heeft.
In zithouding houden pantserjuffers hun vleugels half gespreid, in tegenstelling tot andere juffers.
Nimf
De Nimf van de houtpantserjuffer heeft de kenmerkende brede kop van alle nimfen van pantserjuffers. Het vangmasker is veel langer dan breed, komt tot aan het achterste potenpaar, maar de zijrand is nauwelijks ingebogen.

## Leefomgeving
Gezien zijn levenswijze komt de houtpantserjuffer vooral voor langs stilstaande en zwakstromende waters, bij vijvers, plassen en kanalen, met overhangende bomen en struiken. De volwassen dieren verkiezen ruige oevervegetatie als jachtterrein.
De soort komt algemeen voor in Midden- en Zuid-Europa tot in Midden-Azië. In België en Nederland is ze algemeen.

## Vliegtijd
De houtpantserjuffer vliegt laat, van half juli tot in november, met een piek in augustus-september.

## Voortplanting
Als uitzondering op de regel bij pantserjuffers zet de houtpantserjuffer zijn eieren af in de schors van bomen en struiken langs de oever. De legboor van het vrouwtje is voorzien van een zaagrand, waarmee zij door het hout heen kan boren. De dieren vormen een tandem voor de paring en de eileg.
Uit het eitje komt een prolarve, een tussenstadium tussen ei en echte larve, die op het droge kan overleven. De prolarve laat zich uit de boom of struik in het water vallen, waar de prolarvehuid onmiddellijk openscheurt en de larve tevoorschijn komt. Ook als de prolarve niet meteen in het water terechtkomt, kan ze enige uren overleven en zich al kruipend naar het water bewegen.

## Verwante en gelijkende soorten
Behalve de houtpantserjuffer zijn er in België en Nederland nog vier andere soorten pantserjuffers bekend: de gewone pantserjuffer (Lestes sponsa), de tangpantserjuffer (Lestes dryas), de tengere pantserjuffer (Lestes virens) en de zwervende pantserjuffer (Lestes barbarus).
De houtpantserjuffer onderscheidt zich door zijn forsere postuur, lichtgekleurde pterostigma en achterlijfaanhangsels en de afwezigheid van enige blauwe berijping. Ook de tekening op de zijkant van het borststuk is specifiek. Aan de onderste donkere streep zit achteraan een punt die naar voren wijst.

## Bedreigingen en bescherming
De houtpantserjuffer wordt momenteel niet bedreigd.

## Afbeeldingen

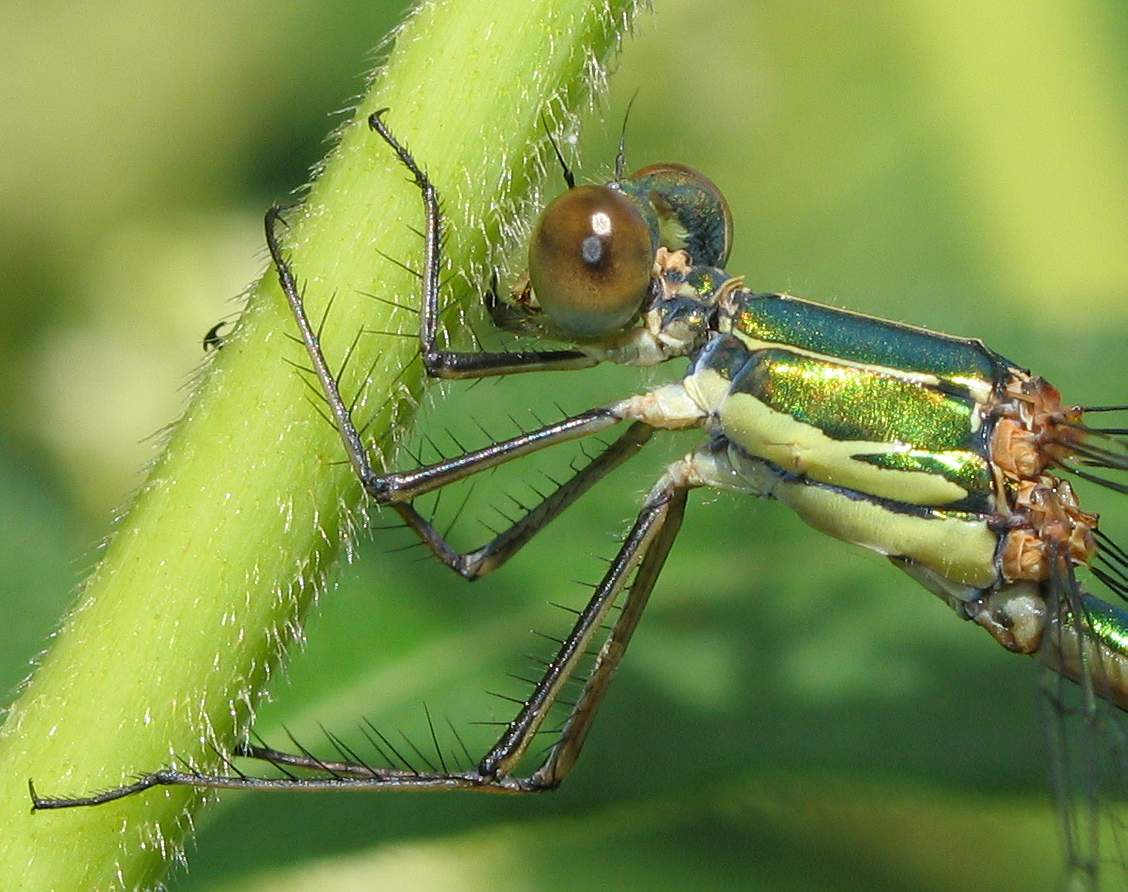
Typische tekening op het borststuk
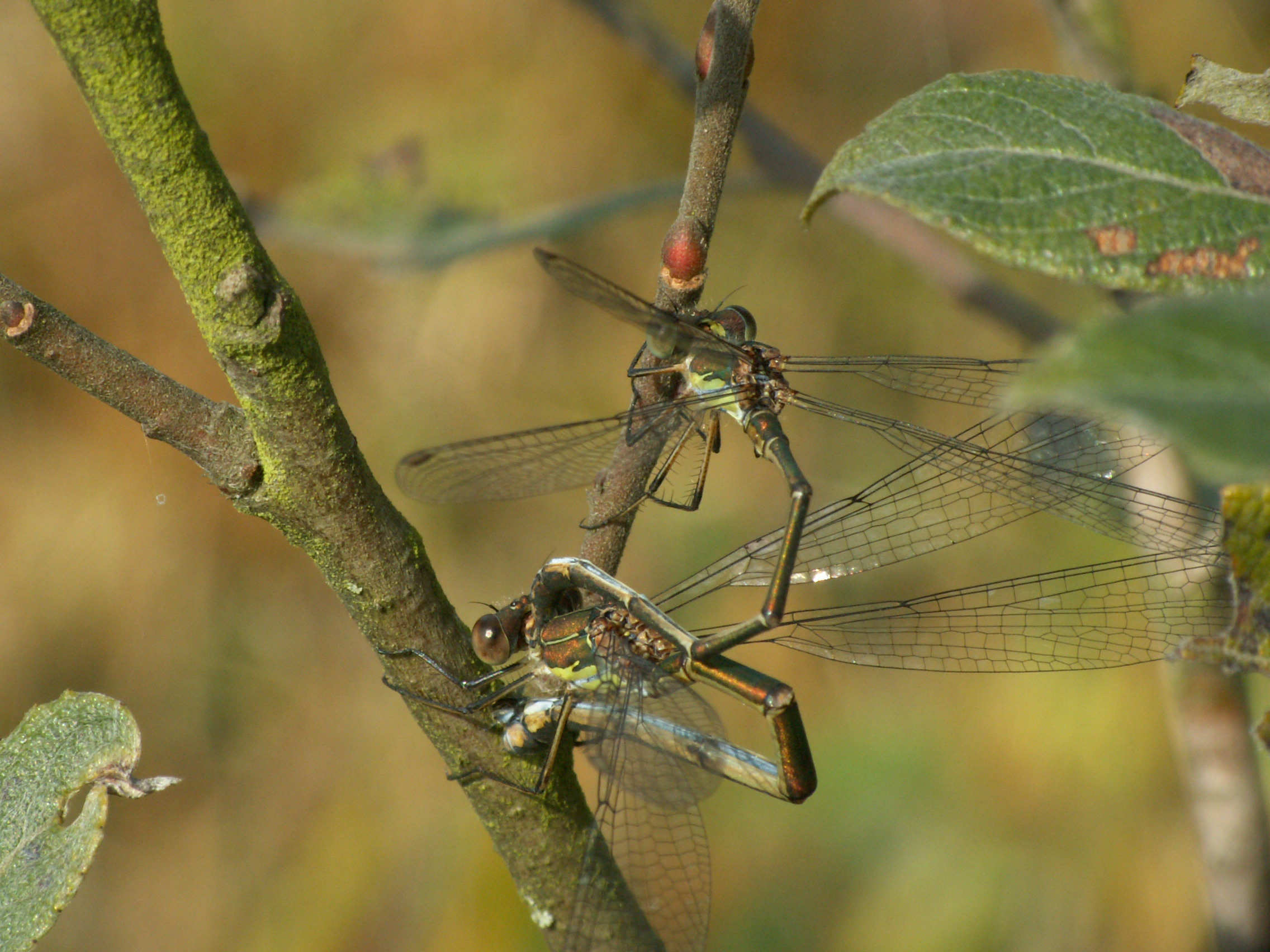
Tijdens de eiafzetting; vrouwtje boort een gat in de wilgenbast
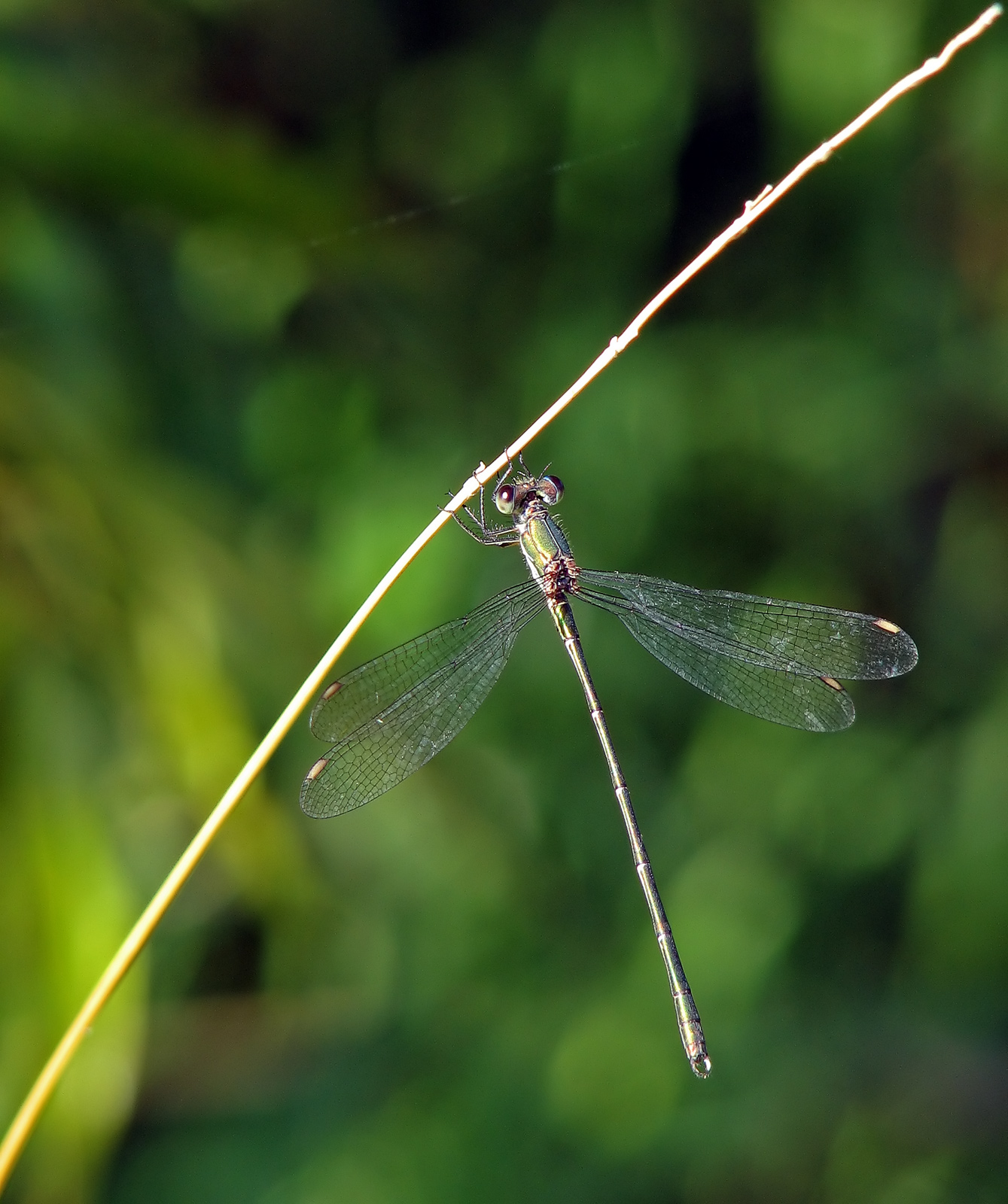
Mannetje
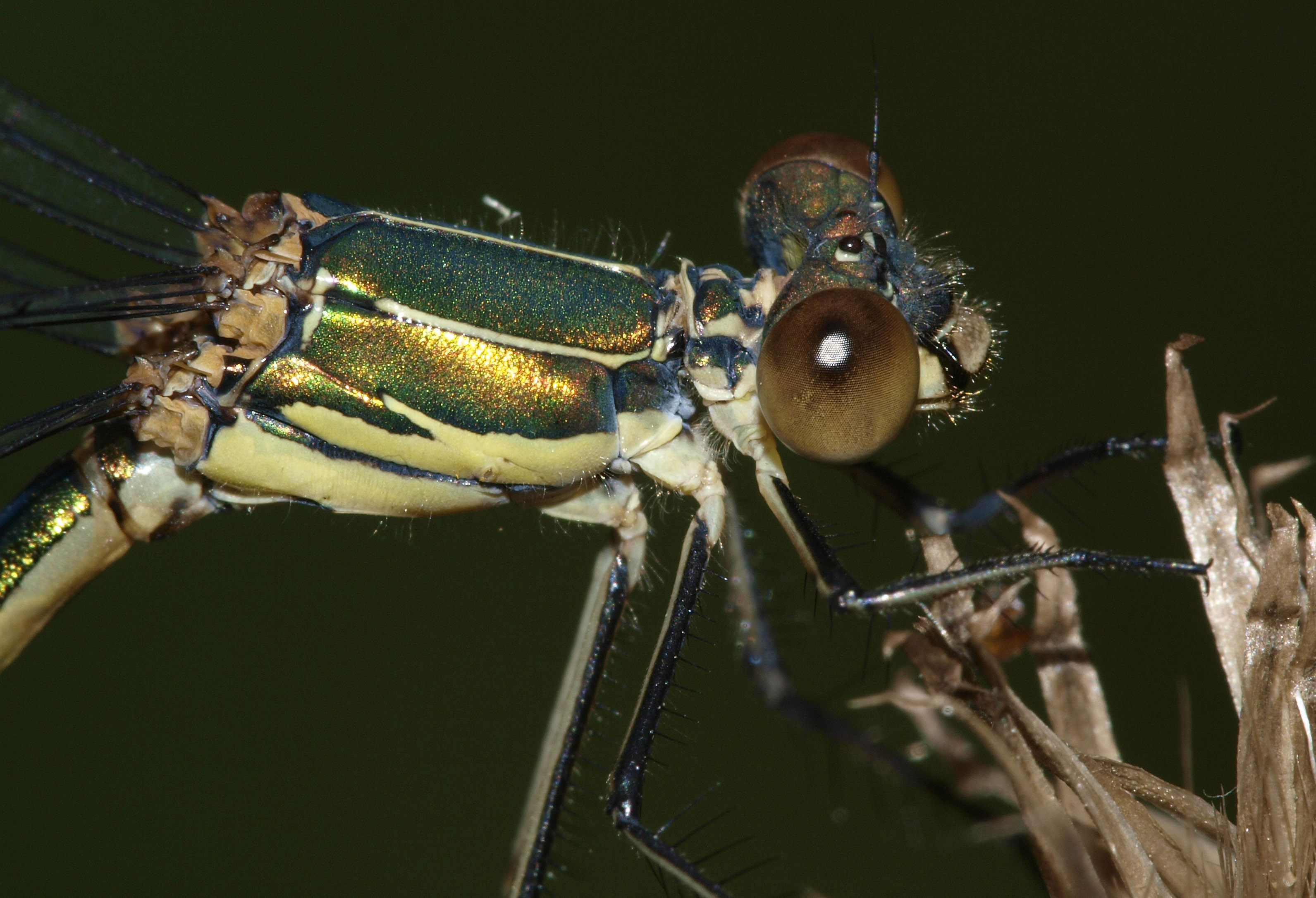
Vrouwtje